# Rozhledna Oberbärenburg
Rozhledna Oberbärenburg stojí na německé straně Krušných hor poblíž města Altenberg v zemském okrese Saské Švýcarsko-Východní krušné hory.
Kovová rozhledna stojí v nadmořské výšce 742 metrů, je vysoká 14 metrů a vyhlídkový ochoz je umístěn ve výšce 10,5 metru. Na vyhlídkovou plošinu vede 56 schodů. Postavena byla v roce 2004 ze smrkového dřeva a nerezové oceli. Z rozhledny lze vidět německou část Krušných hor, údolí Labe, Saské Švýcarsko a za dobrého počasí i radnici v Drážďanech.
Věž je celoročně přístupná, v letních měsících se vybírá vstupné. V celém městě platí zákaz volného parkování vozidel, a tak lze zaparkovat pouze na hlavním placeném parkovišti.